# Fédération thuringeoise de football

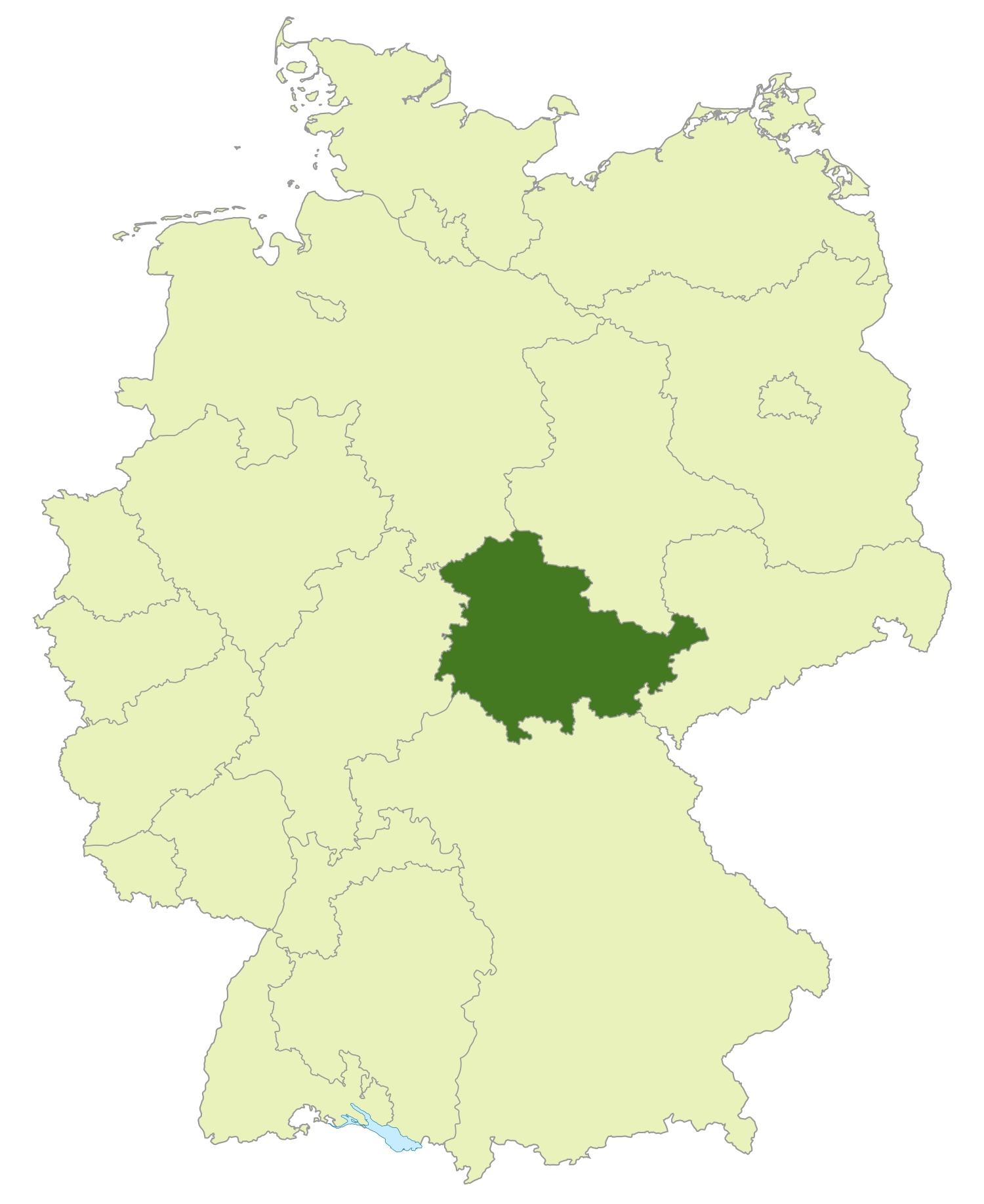
Territoire couvert par la Fédération thuringeoise de football

La Fédération thuringeoise de football  (TFV, allemand : Thüringer Fußball-Verband), fondée le 1er mars 1990 à Bad Blankenburg est l'organisation parapluie de 1 019 clubs contenant 101 361 licenciés dans le Land de Thuringe. 2 660 équipes membres de la fédération prennent part aux championnats allemands.
C'est l'une des 21 fédérations régionales de la DFB, subalterne de la Nordostddeutscher Fußball-Verband (NOFV). La fédération siège à Erfurt et est divisée en 9 commissions d'arrondissement. Son président est Udo Penßler-Beyer depuis janvier 2021.

## Structure
Depuis la réforme structurelle de 2012, la TFV est divisée en 9 Kreisfußballausschüsse (KFA, commissions d'arrondissement de football). Jusqu'alors, la fédération était divisée en 3 Fußballbezirke (districts de football, qui divisaient le Land géographiquement : Ouest, Est et Sud), qui étaient subdivisés en 21 Fußballkreise (arrondissements de football).
Les 9 commissions d'arrondissements de football actuelles sont les suivantes :
- Eichsfeld-Unstrut-Hainich
- Nordthüringen (Thuringe du Nord)
- Erfurt-Sömmerda
- Westthüringen (Thuringe de l'Ouest)
- Rhön-Rennsteig
- Mittelthüringen (Thuringe centrale)
- Jena-Saale-Orla (Iéna-Saale-Orla)
- Ostthüringen (Thuringe de l'Est)
- Südthüringen (Thuringe du Sud)

## Ligues

### Football masculin
La ligue la plus élevée de la fédération est la Thüringenliga (6e division masculine), aussi appelée Verbandsliga. Elle organise également la Landesklasse Thüringen (7e division). Viennent ensuite les 3 Landesklassen (8e division). Les divisions inférieures sont organisées par les KFA, avec d'abord les Kreisoberligen (un groupe par KFA), puis les Kreisligen (un à trois groupes par KFA). Les 11e et 12e divisions sont les 1. Kreisklassen (2 à 4 groupes par KFA) et les 2. Kreisklassen (uniquement dans 3 KFA, 1 à 3 groupes).

### Football féminin
La ligue la plus élevée de la fédération est la Frauen Thüringenliga (4e division féminine), aussi appelée Verbandsliga. Ensuite, l'organisation revient aux KFA, qui organisent les Kreisoberligen en tant que 5e division.

## Coupes
- Football masculin : Thüringer Landespokal (Hommes); Landespokal Thüringen (Juniors A, B, C et D)
- Football féminin : Thüringer Landespokal (Femmes)

Les vainqueurs des coupes masculine, junior A et féminine obtiennent chacun une qualification en DFB-Pokal.

### Les autres fédérations subalternes de la NOFV
- Berliner Fußball-Verband (BFV)
- Fußball-Landesverband Brandenburg (FLB)
- Landesfußballverband Mecklenburg-Vorpommern (LFV)
- Sächsischer Fußball-Verband (SFV)
- Fußballverband Sachsen-Anhalt (FSA)